# Karel Van Roose
Karel Van Roose, né le 1er avril 1990 à Tielt, est un joueur de football belge, qui évolue comme milieu de terrain au KFC Oosterzonen Oosterwijk, en Division 1 Amateur, où il est prêté par le Cercle de Bruges.

## Carrière
Enfant, Karel Van Roose rejoint le petit club de Zwevezele. Il passe ensuite à Ingelmunster, et rejoint enfin le Cercle de Bruges. Il termine sa formation chez les brugeois, et intègre l'équipe première en 2010. Il joue son premier match officiel en Coupe de Belgique le 27 octobre 2010 face au KFC Lille. Le plus souvent réserviste, il effectue quelques apparitions en championnat et en Coupe. Il fête sa première titularisation le 27 février 2011, et conserve sa place jusqu'au terme de la saison. Durant la saison 2011-2012, Karel Van Roose alterne les matches où il débute comme titulaire, et ceux au cours desquels il reste sur le banc.

## Statistiques
| Saison                | Club                  | Championnat             | Championnat | Championnat | Coupe(s) nationale(s) | Coupe(s) nationale(s) | Total | Total |
| Saison                | Club                  | Division                | M.          | B.          | M.                    | B.                    | M.    | B.    |
| 2010-2011             | Cercle Bruges KSV     | Division 1              | 10          | 0           | 6                     | 0                     | 16    | 0     |
| 2011-2012             | Cercle Bruges KSV     | Division 1              | 19          | 0           | 1                     | 0                     | 20    | 0     |
| 2012-2013             | Cercle Bruges KSV     | Division 1              | 15          | 0           | 3                     | 0                     | 18    | 0     |
| 2012-2013             | Cercle Bruges KSV     | Division 2 (tour final) | 3           | 0           | 0                     | 0                     | 3     | 0     |
| 2013-2014             | Cercle Bruges KSV     | Division 1              | 27          | 0           | 4                     | 0                     | 31    | 0     |
| Sous-total            | Sous-total            | Sous-total              | 74          | 0           | 14                    | 0                     | 88    | 0     |
| Total sur la carrière | Total sur la carrière | Total sur la carrière   | 74          | 0           | 14                    | 0                     | 88    | 0     |